# Диаконикон
Диаконикон (на гръцки: Διακονικόν) е името, дадено на камерата от южната страна на централната апсида на църквата, където се пазят одежди, книги итн., които се използват в богослуженията (свещените съдове се съхраняват в протезиса, северната страна на светилището) в източнокатолическата и православната църква.
Диакониконът съдържа thalassidion (умивалник) мивка, чиято канализация се събира в почетно място, където течности, като вода, се използват за измиване на светите неща и чак след това се изхвърля. Тази вода може да се използва от духовенството за измиване на ръце преди започване на Божествената литургия. Диакониконите обикновено имат шкафове или чекмеджета, където одежди и църковни завеси (антепендия) могат да се съхраняват безопасно. Тук се съхраняват и въгленът, и мястото за загряване на Зеон (вряща вода, която се излива в потир преди причастие, хавлии и други необходими предмети).
Само епископите или свещеникът може да заседава в светилището; дяконите и свещенослужителите може да седят в диаконикона, когато те не са необходими за основната си цел. Тъй като диакониконът се намира зад иконостаса, то се счита за свято място и само тези, които имат специфично литургично задължение, могат да влизат вътре.
По време на управлението на Юстин II (565-574), по чието време се прави промяната в литургията, диакониконът и протезисът започват да се обособяват в отделни апсиди в източния край на светилището. Преди това е имало само една апсида.
В църкви в централна Сирия от по-ранен период диакониконът е правоъгълна, странична апсида на Kalat-Seman, добавена по-късно.